# Художній музей Мілвокі
Художній музей Мілвокі англ. Milwaukee Art Museum — художній музей у Мілвокі (штат Вісконсин, США). Один з найбільших музеїв у Сполучених Штатах, його колекція містить близько 25 000 творів мистецтва.

## Історія
Починаючи з 1872 року були створені кілька організацій для того, щоб заснувати мистецьку галерею в Мілвокі, оскільки місто було дедалі більшим портовим містом, де практично не було об'єктів для проведення великих художніх виставок. Протягом принаймні дев'яти років всі спроби створити велику художню галерею зазнавали невдачі. Однак незабаром Олександр Мітчелл пожертвував всю свою колекцію творів мистецтва для першої постійної художньої галереї міста.
1888 року групою художників і місцевих бізнесменів була створена Художня асоціація Мілвокі. У тому ж році англо-американський бізнесмен Фредерік Лейтон побудував приміщення для своєї галереї мистецтв (знесено наприкінці 20 століття). 1911 року в безпосередній близькості від галереї мистецтв Лейтона було споруджено будинок Інституту мистецтв Мілвокі, призначений для проведення виставок і зберігання художніх колекцій.
Центр мистецтв Мілвокі (нині Художній музей Мілвокі) був створений, коли 1957 року Інститут мистецтв Мілвокі і Художня галерея Лейтона об'єднали свої колекції і переїхали в будівлю військового меморіалу округу Мілвокі, яку спроєктував Ееро Саарінен.
1975 року архітектор Девід Келер зробив прибудову до будівлі Саарінена, збільшивши площу експозиції. 2001 року іспанський архітектор Сантьяго Калатрава побудував павільйон Квадраччі в стилі біотек. Павільйон має рухливий сонцезахисний дах, два крила розмахом 66 метрів, які піднімаються вранці і опускаються вночі (а також в негоду).
У листопаді 2015 року відкрилася ще одна будівля музею, яку спроєктував архітектор Джеймс Шилдс.

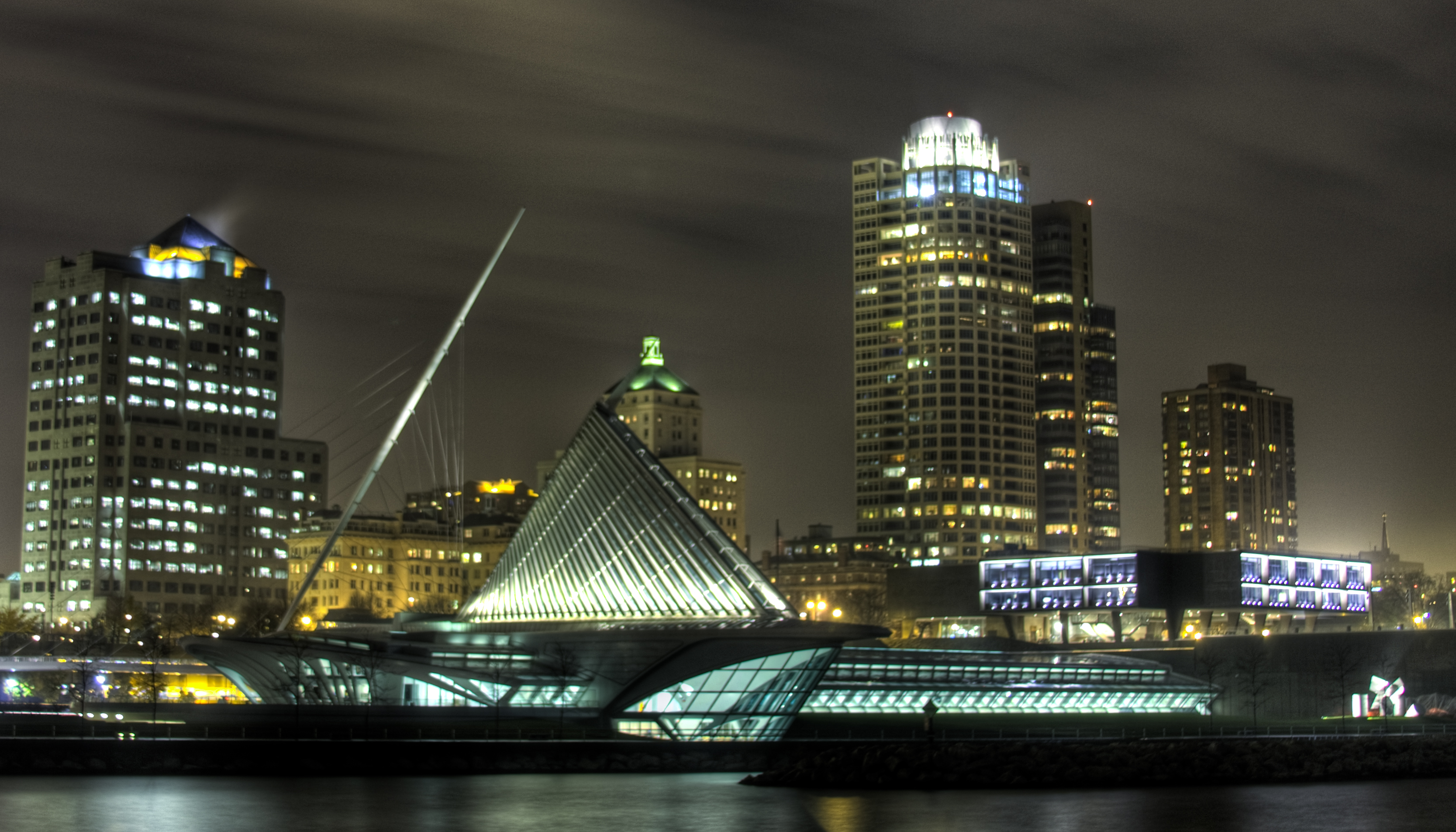
Музей вночі
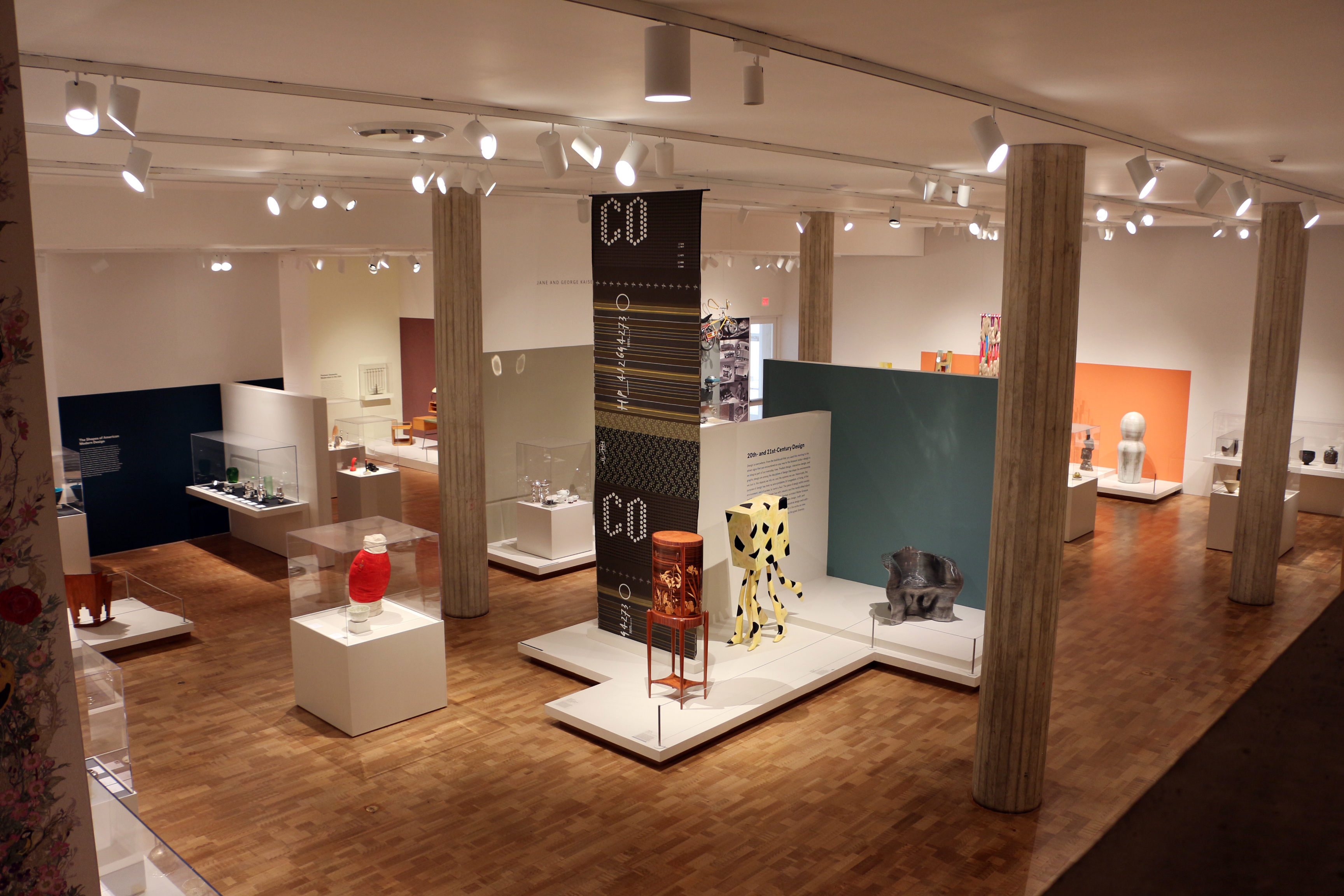
Інтер'єр музею
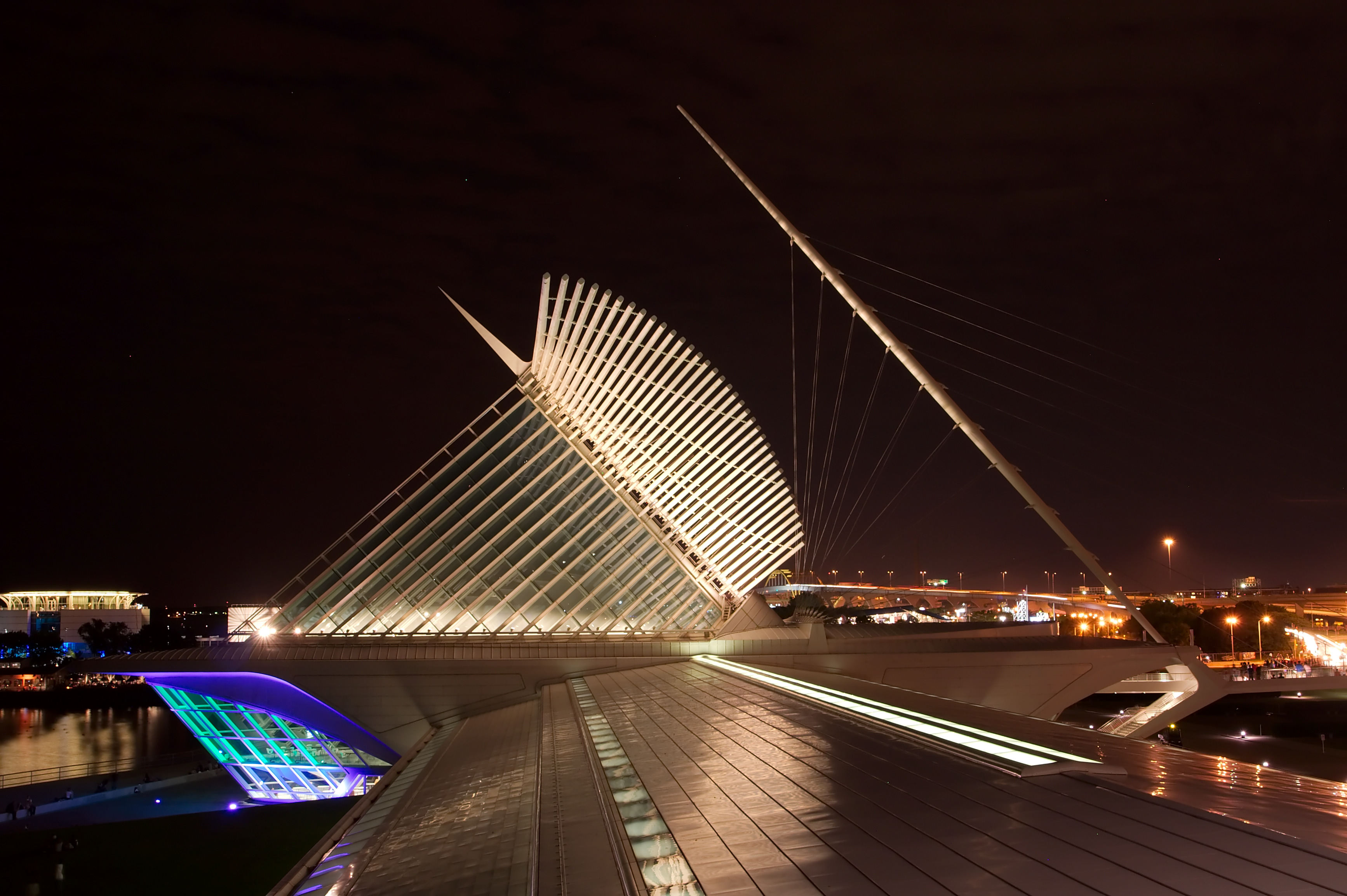
Павільйон Квадраччі ввечері
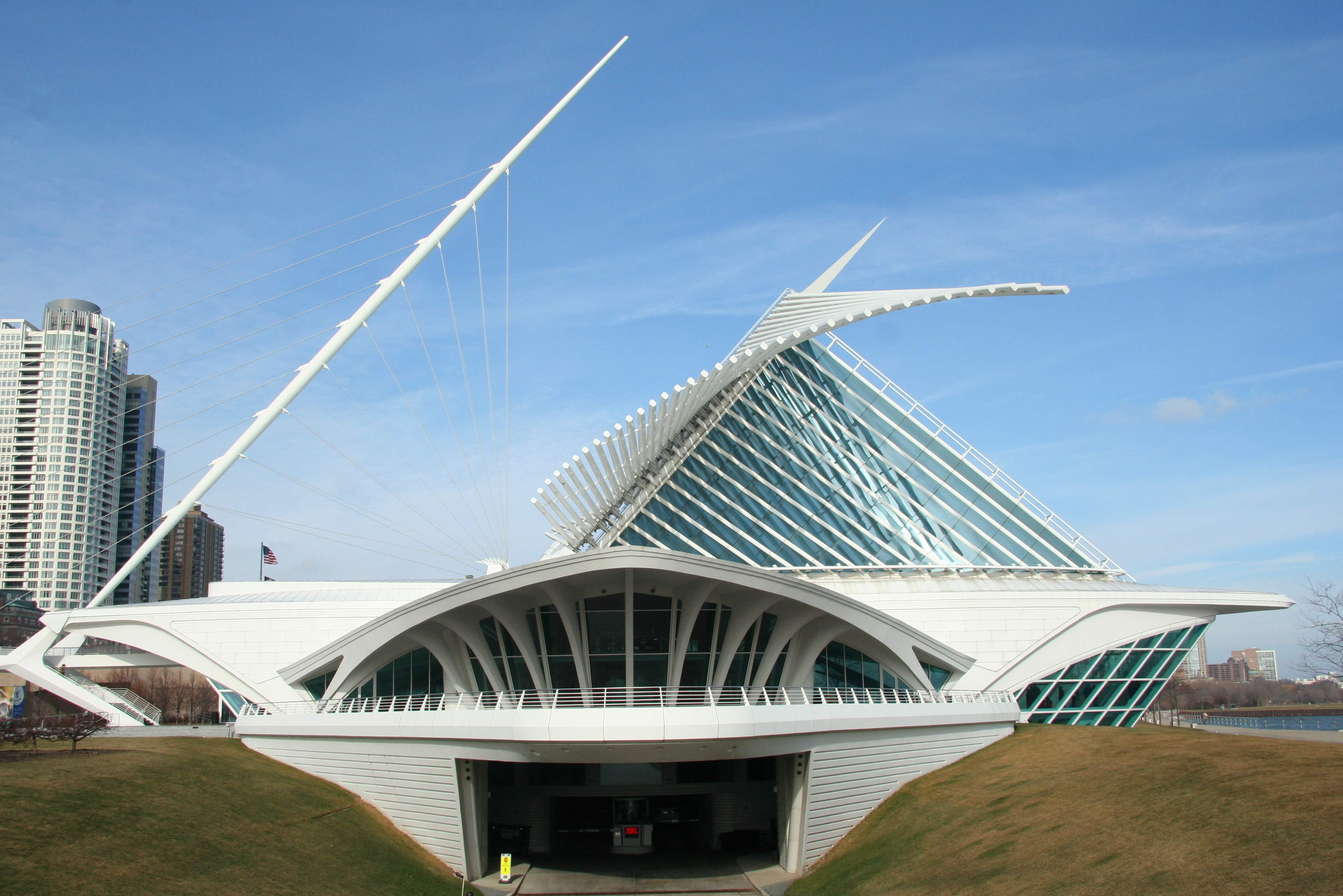
Вид на павільйон Квадраччі з півдня

## Колекція
У колекції музею майже 25 000 творів мистецтва (від старожитностей до сучасних робіт), які розміщені на чотирьох поверхах. Колекція включає картини європейських майстрів від XV до XX століття і картини, скульптури, гравюри, малюнки, фотографії, предмети декоративно-ужиткового мистецтва американських майстрів від XVII до XX століття. Серед кращих в колекції — мистецтво американського декору, німецький експресіонізм, народне і гаїтянські мистецтво і американське мистецтво після 1960 року.
У музеї зберігається одна з найбільших колекцій творів Джорджії О'Кіф, а також таких художників, як Гюстав Кайботт, Нардо ді Чоне, Франсіско де Сурбаран, Жан-Оноре Фраґонар, Вінслов Гомер, Огюст Роден, Едгар Дега, Клод Моне, Габріеле Мюнтер, Анрі Тулуз-Лотрек, Френк Ллойд Райт, Пабло Пікассо, Жуан Міро, Марк Ротко, Роберт Гобер і Енді Воргол.
У колекції також представлени картини таких європейських художників як Франческо Боттічіні, Ян Сварт ван Гронінген, Фердинанд Боль, Ян ван Гоєн, Гендрік ван Вліет, Франц фон Ленбах («Баварська дівчина»), Фердинанд Георг Вальдмюллер, Карл Шпіцвеґ, Адольф Вільям Бугро, Жан-Леон Жером, Гюстав Кайботт, Каміль Піссарро, Альфред Веруш-Ковальський («Зима в Росії»), Жуль Бастьєн-Лепаж і Макс Пехштайн.

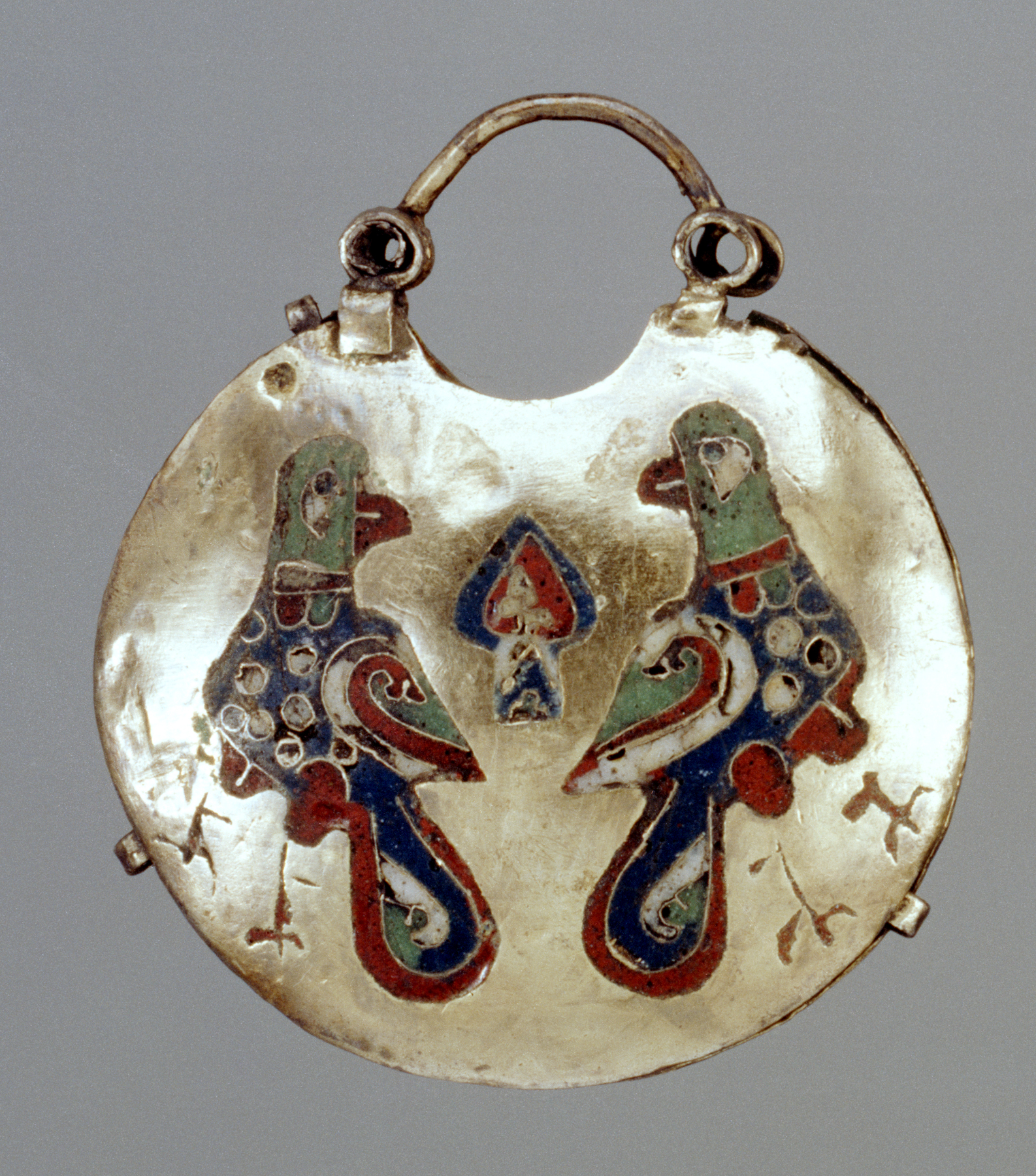
Храмовий кулон з двома птахами, Україна, XII століття
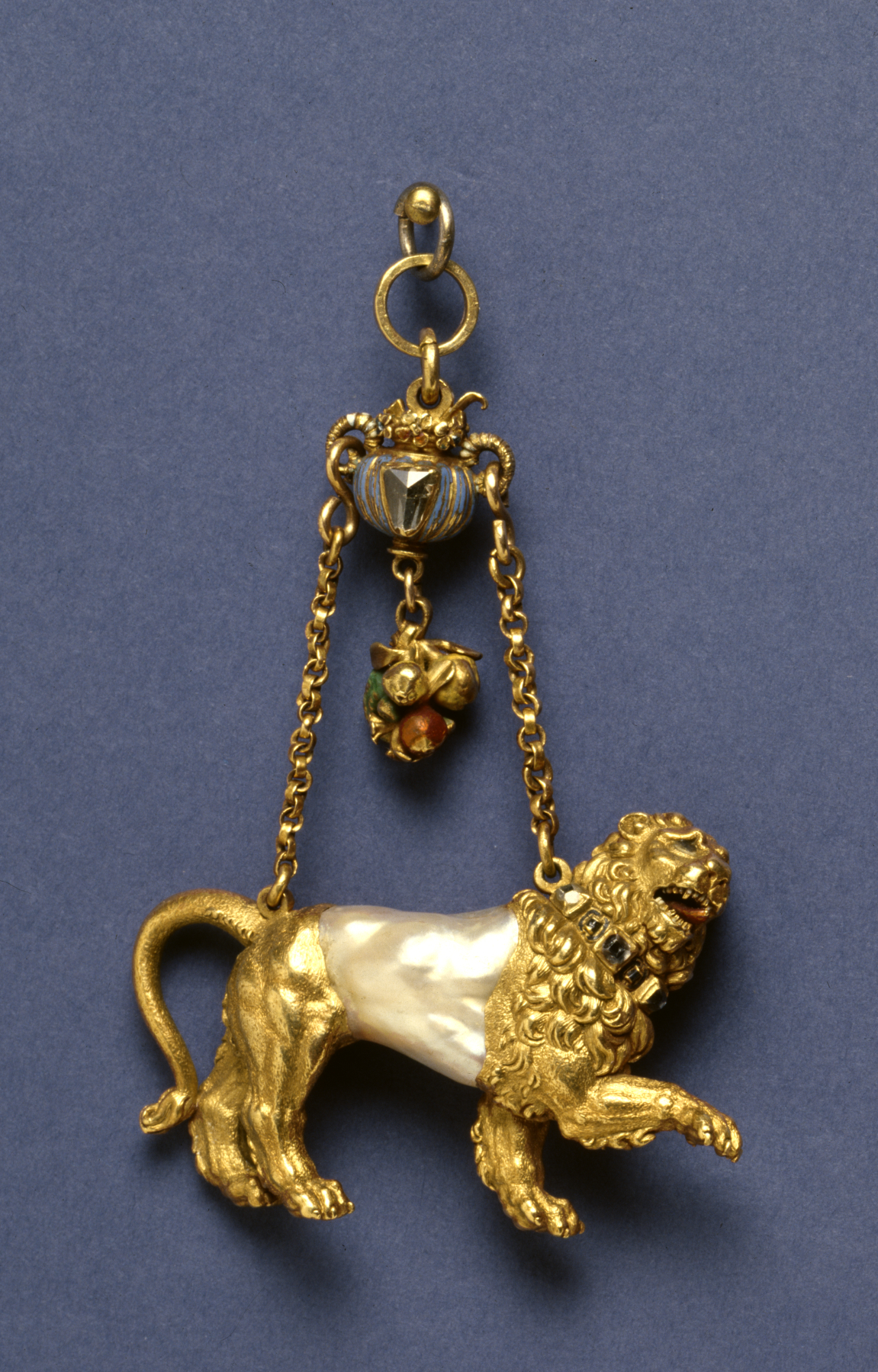
Підвіска з левом, між 1600 і 1650 роками
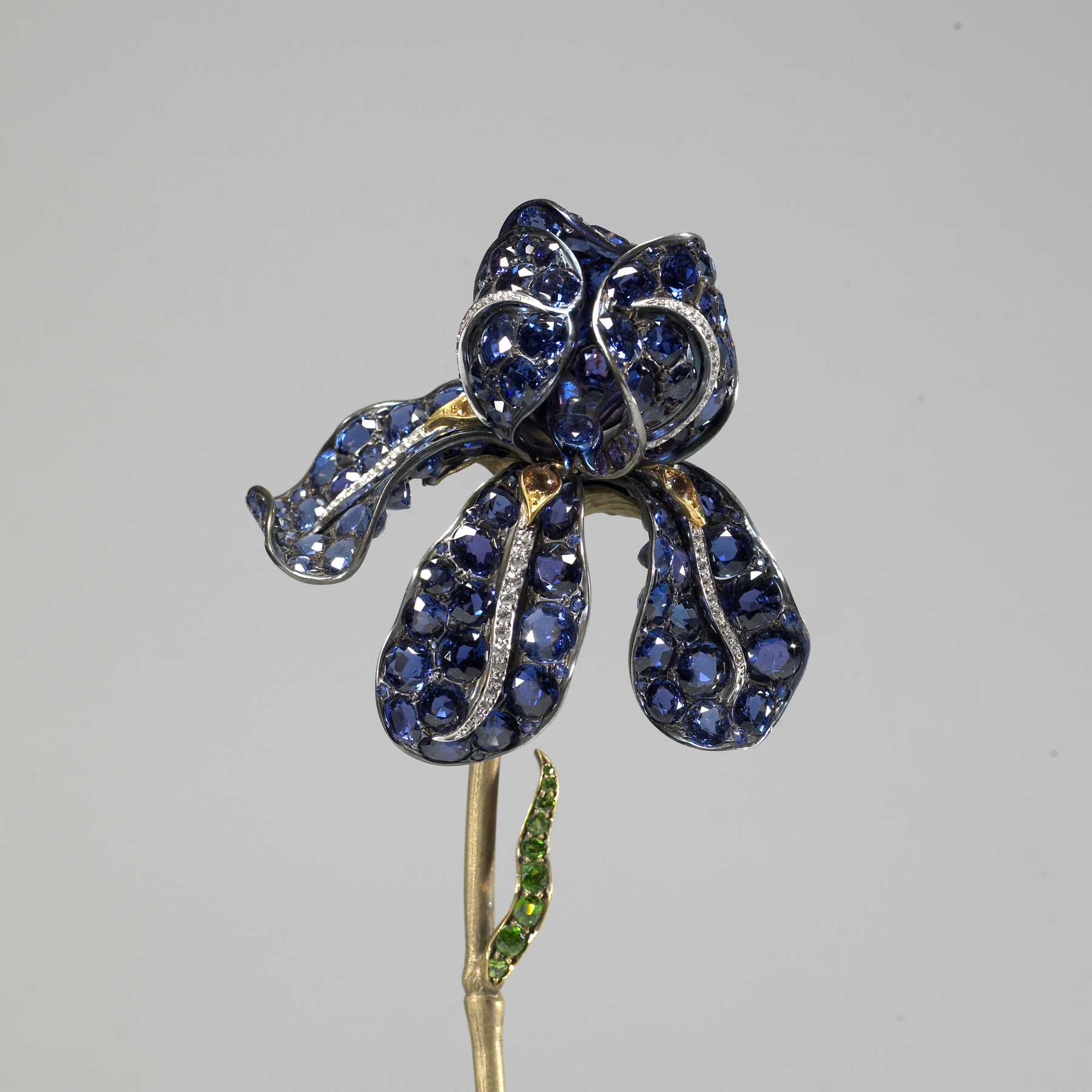
Брошка, Tiffany & Co., бл.1900
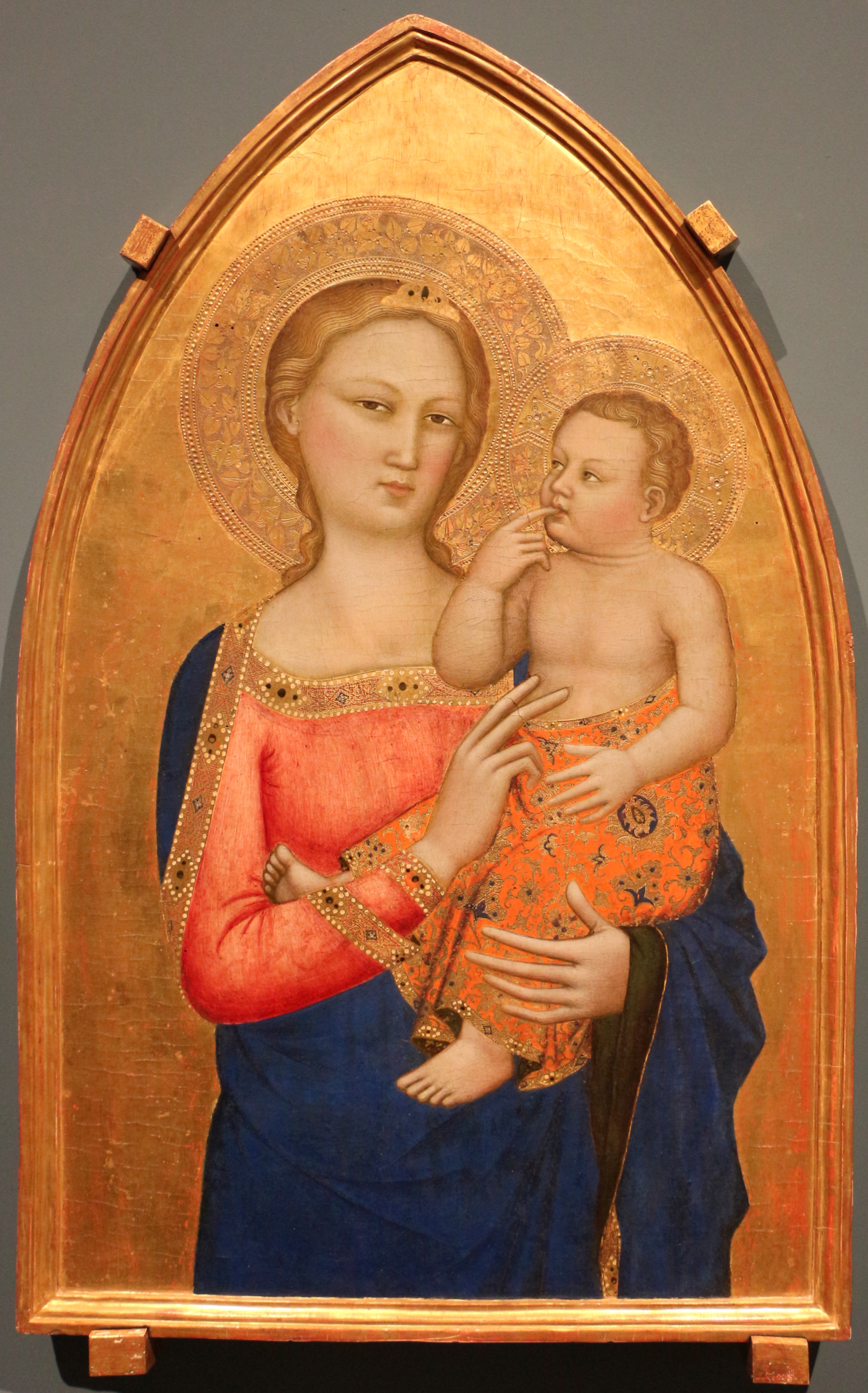
Нардо ді Чоне, «Мадонна з дитиною», бл.1350
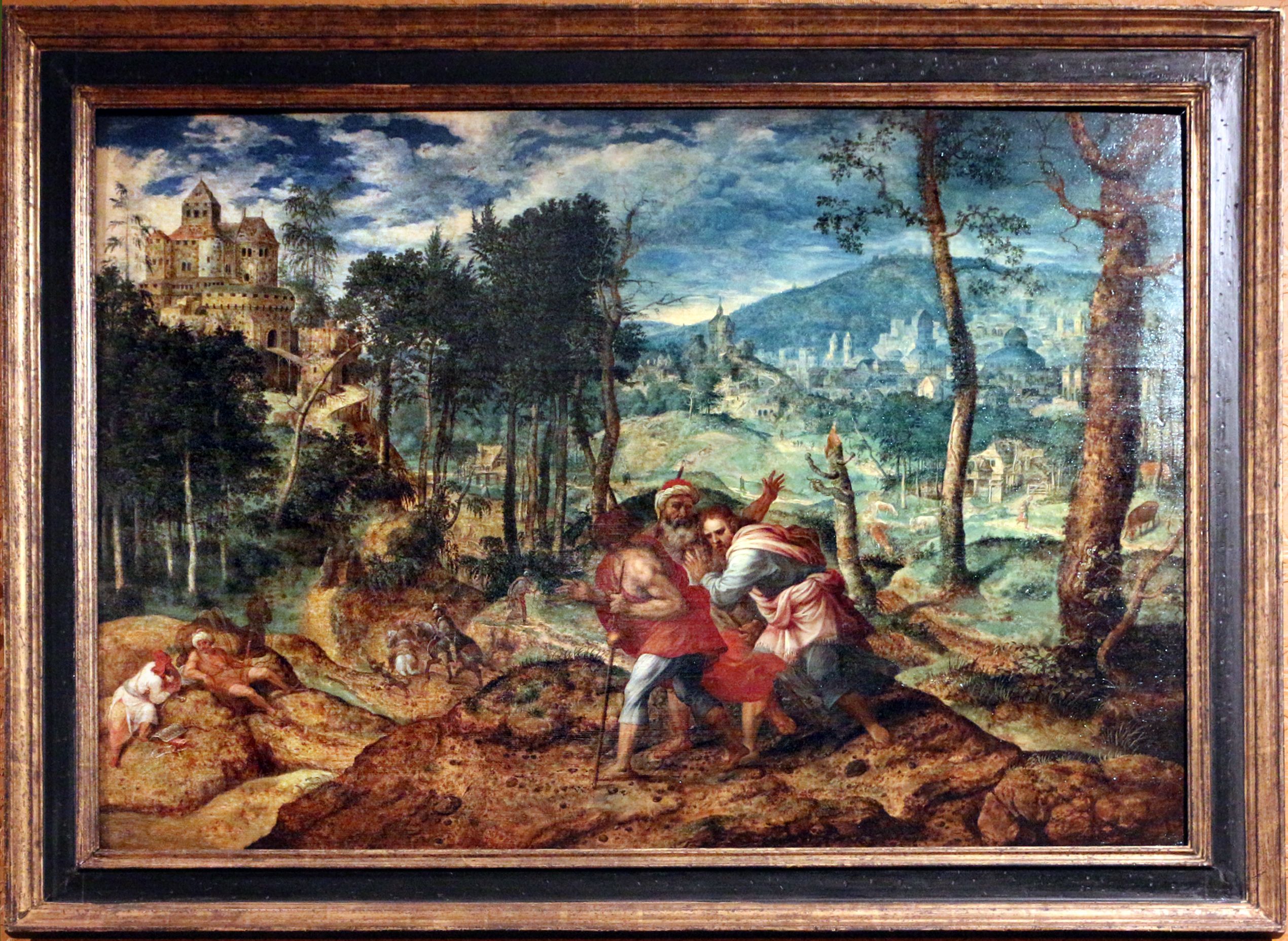
Ян ван Амстел, «Христос і паломники Еммауса», бл.1540
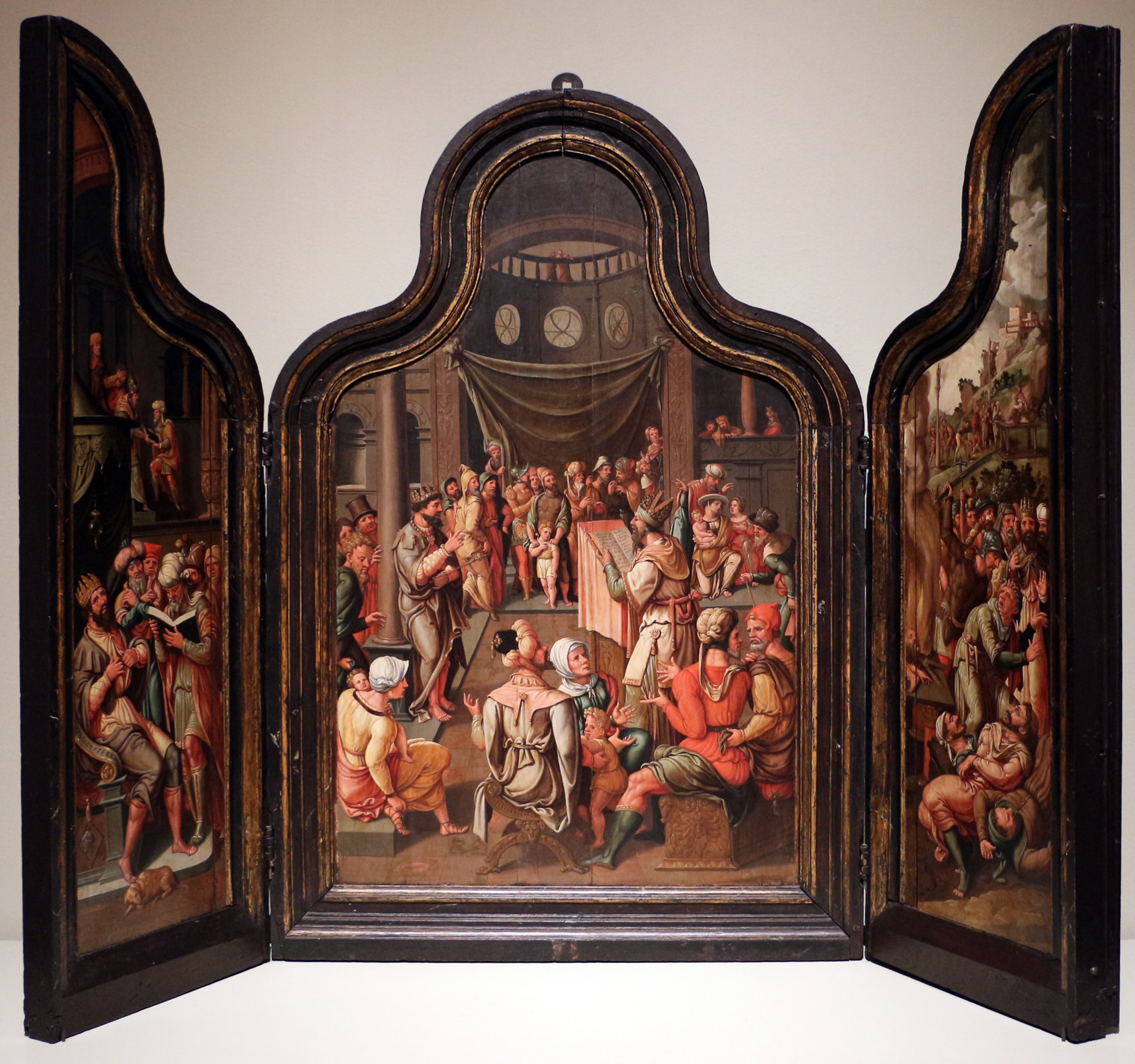
Ян Сварт ван Гронінген, Триптих, 1550
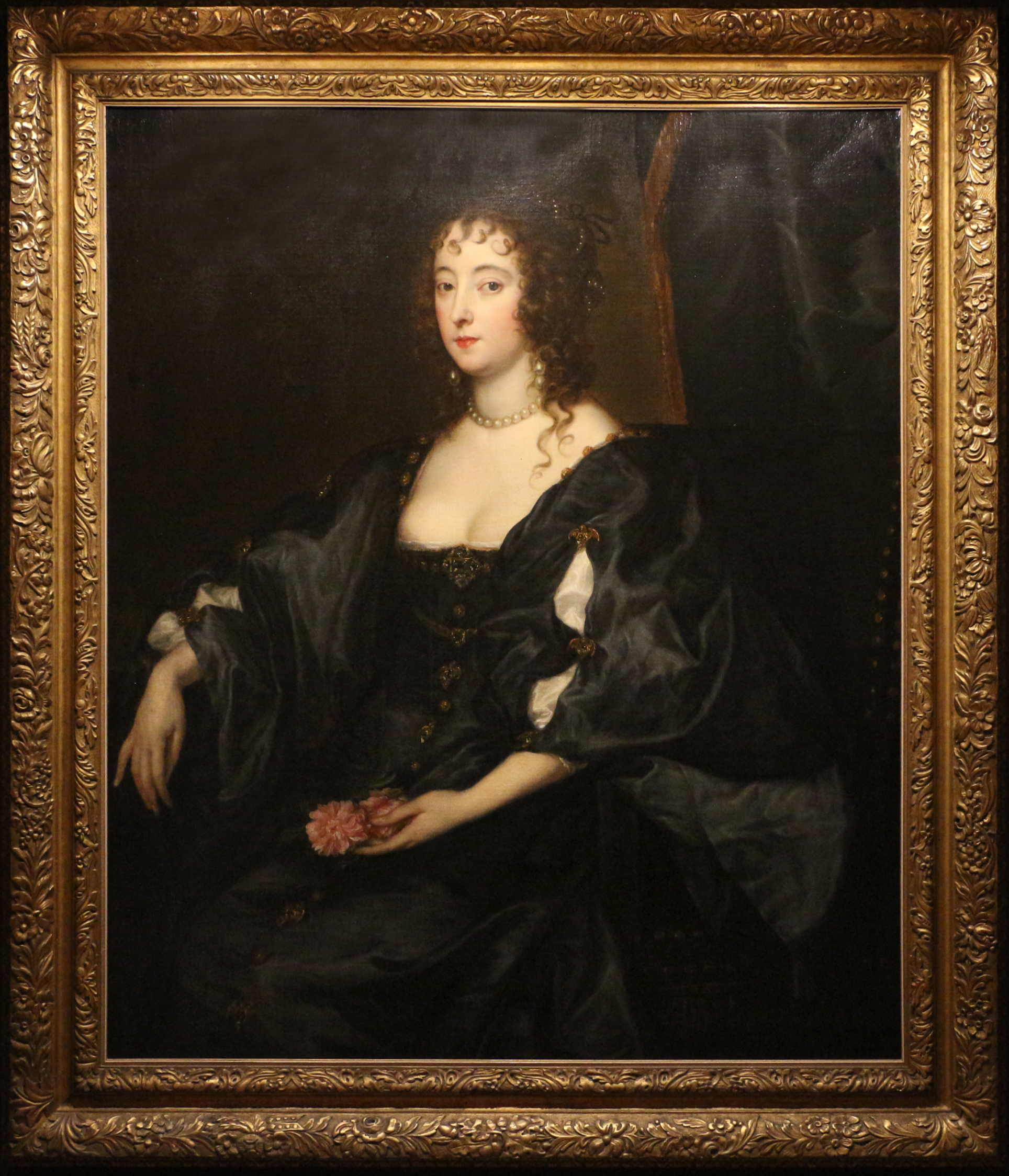
Антоніс ван Дейк, Портрет леді Маргарет Тафтон, бл.1632
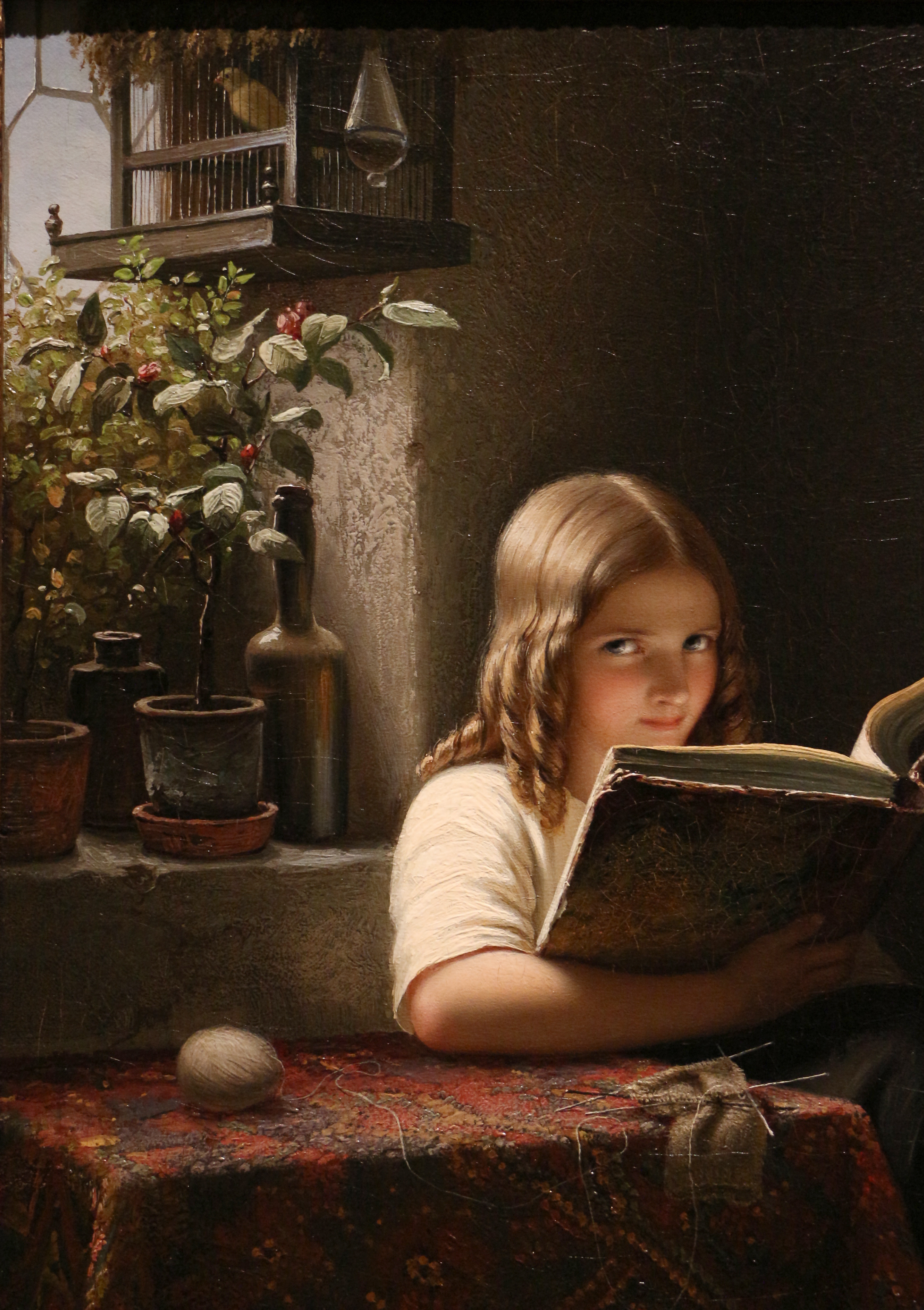
Йоганн Георг Мейер, «Дівчина, яка читає», 1848
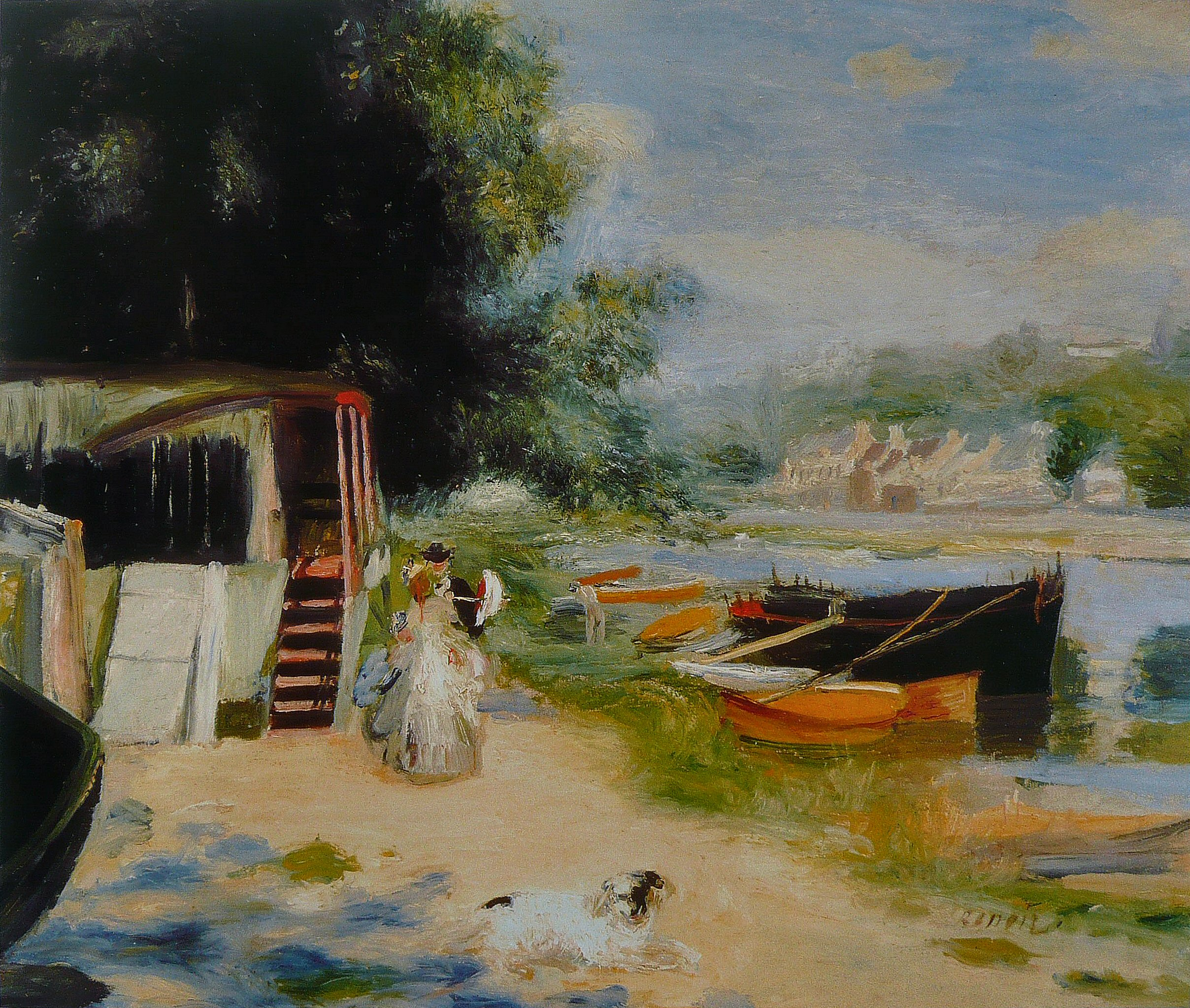
П'єр-Огюст Ренуар, «Пейзаж у Бужіалі», 1873
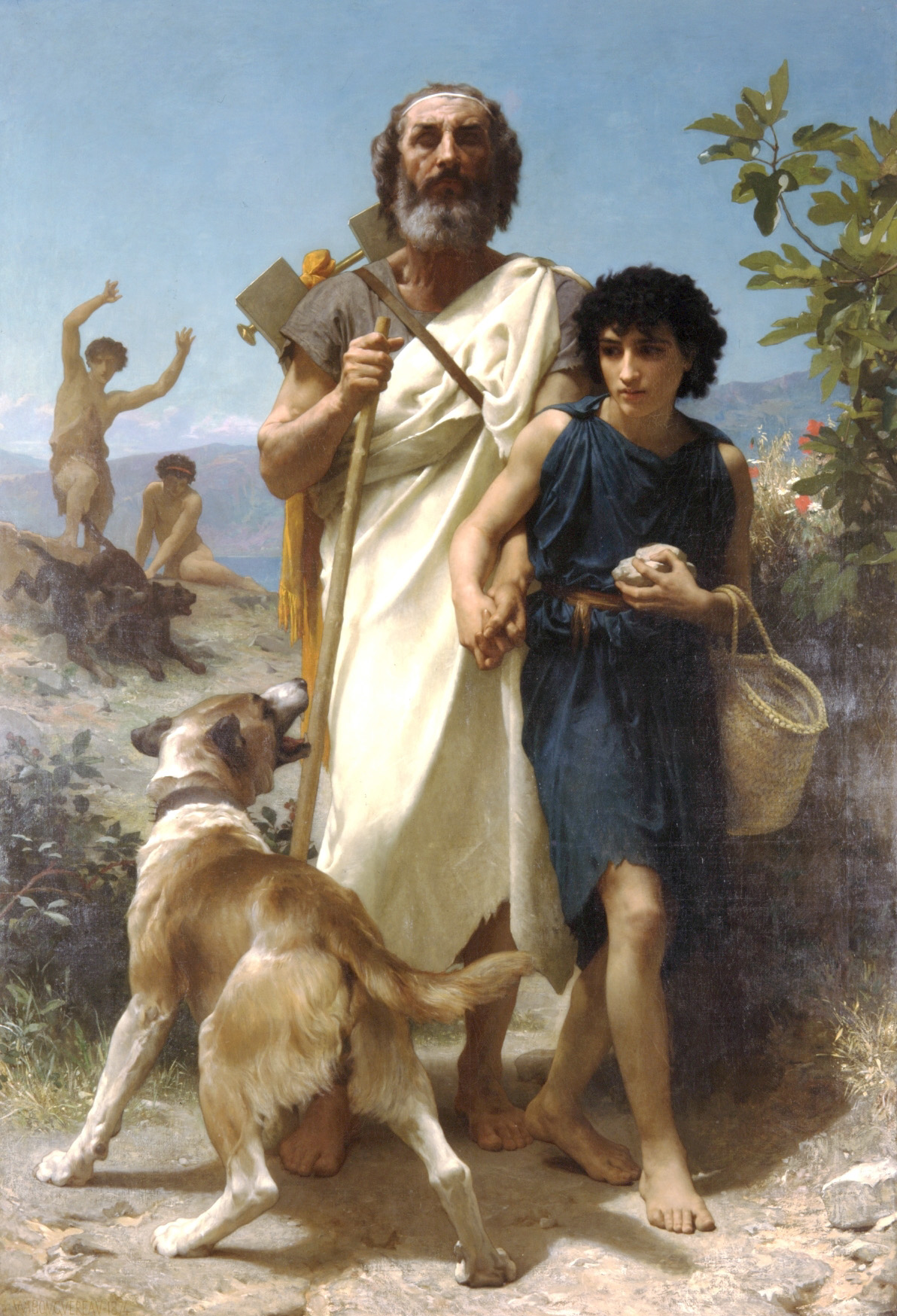
Адольф Вільям Бугро, «Гомер і його поводир», 1874
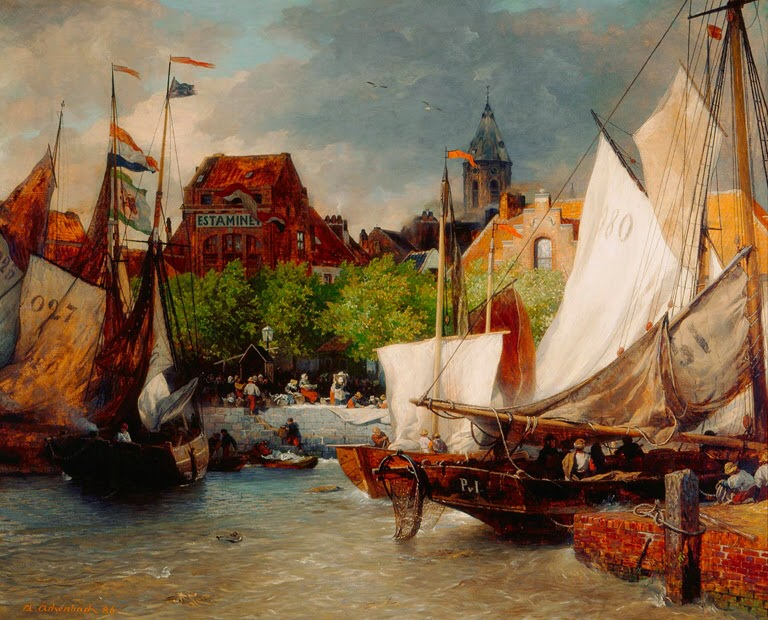
Андреас Ахенбах, «Рибний ринок в Остенде», 1886
Джорджія О'Кіф, «Прапор», 1918